# Aoandon

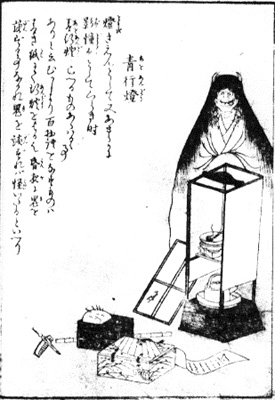
Illustration d'un aoandon par Toriyama Sekien.

Aoandon (青行燈, aoandon, litt. « lampion bleu ») est un yōkai du folklore japonais. Il apparaît lorsque la dernière bougie du Hyakumonogatari Kaidankai est éteinte,.

## Caractéristiques
Dans l'ouvrage Konjaku Hyakki Shūi (1771), Toriyama Sekien représente les aoandons comme des femmes aux longs cheveux noirs, portant deux petites cornes sur la tête et habillées d'un kimono blanc.

## Origine
Le nom vient du fait que lors des Hyakumonogatari Kaidankai, il était fréquent de placer un lampion bleu pour l'ambiance.

## Apparitions
- Jigoku Sensei Nūbē